# Anatoli Nikolajewitsch Bukrejew

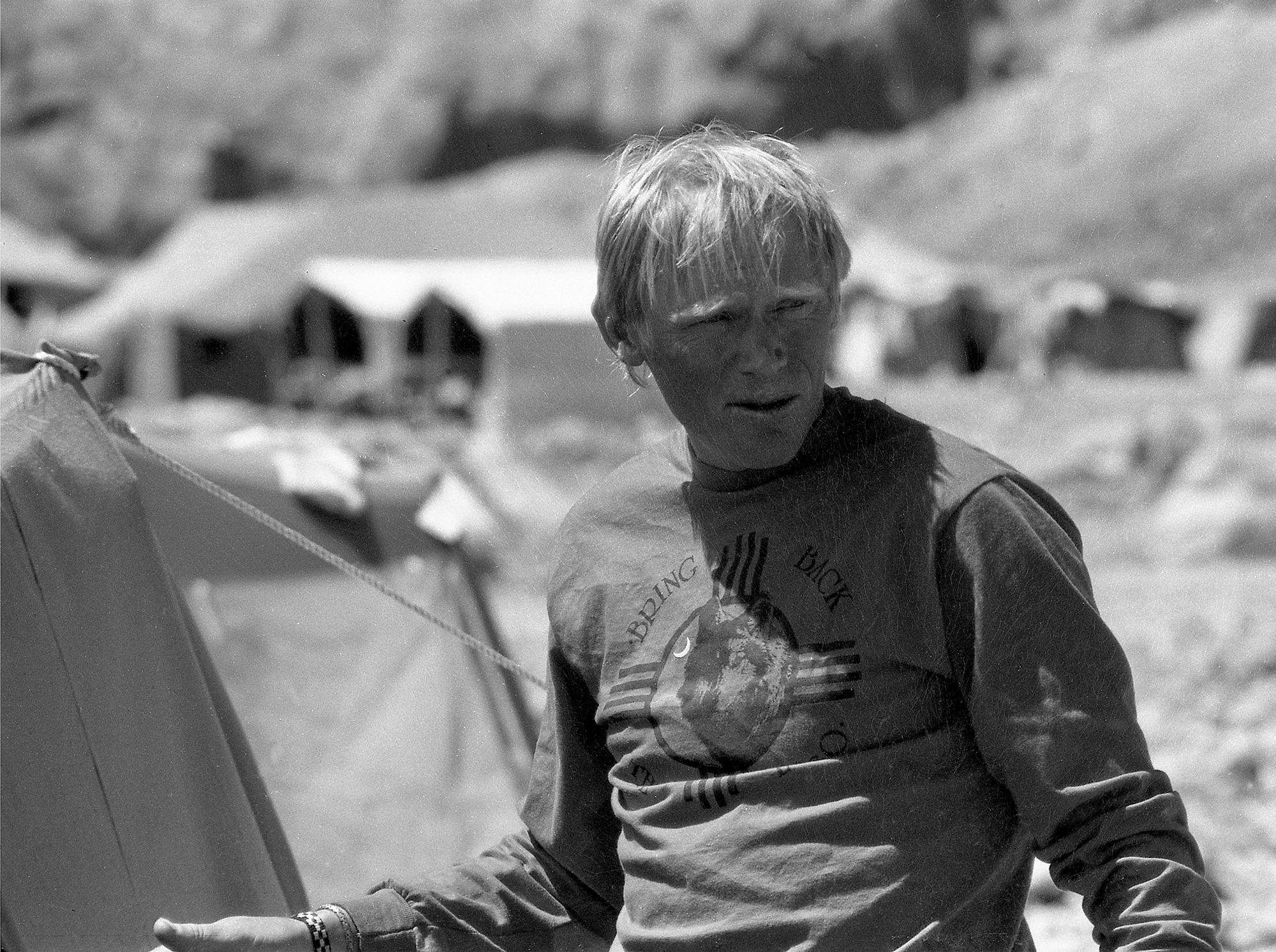
Anatoli Bukrejew (1991)

Anatoli Nikolajewitsch Bukrejew (russisch Анатолий Николаевич Букреев; engl. Transkription Anatoli Boukreev; * 16. Januar 1958 in Korkino, Russische SFSR, Sowjetunion; † 25. Dezember 1997 an der Annapurna, Nepal) war ein russisch-kasachischer Extrembergsteiger und Bergführer.

## Leben

### Ausbildung
Bukrejew wuchs in Korkino, einer Stadt am Südural in der Oblast Tscheljabinsk, auf. Nach Erlangung der Hochschulreife im Jahr 1975 schrieb er sich in der Staatlichen Pädagogischen Universität Tscheljabinsk ein und belegte als Hauptfach Physik. 1979 erlangte er den Bachelor of Science. Parallel dazu beendete er erfolgreich eine Trainerausbildung für den Skilanglauf. Daraufhin ging Bukrejew nach Alma-Ata, Hauptstadt der Kasachischen SSR, am Nordfuß des Tian-Shan-Gebirges, wo er seitdem den Bergsport ausübte.

### Solobesteigungen und Expeditionen
Bukrejew sammelte frühzeitig in der Sowjetunion Erfahrungen im Höhenbergsteigen. Als Zwölfjähriger begann er 1970 seine Bergsteiger- und Kletterkarriere im Ural in Höhen zwischen 1600 und 1800 Metern. 1974 tastete er sich auf Höhen bis 5000 Meter heran, um 1980 mit dem Pik Kommunismus und dem Pik Lenin erstmals jenseits der 7000er-Marke zu klettern. In den 1980er Jahren bis 1993 bestieg er als Mitglied kasachisch-russischer Teams mehr als 30 Siebentausender. 

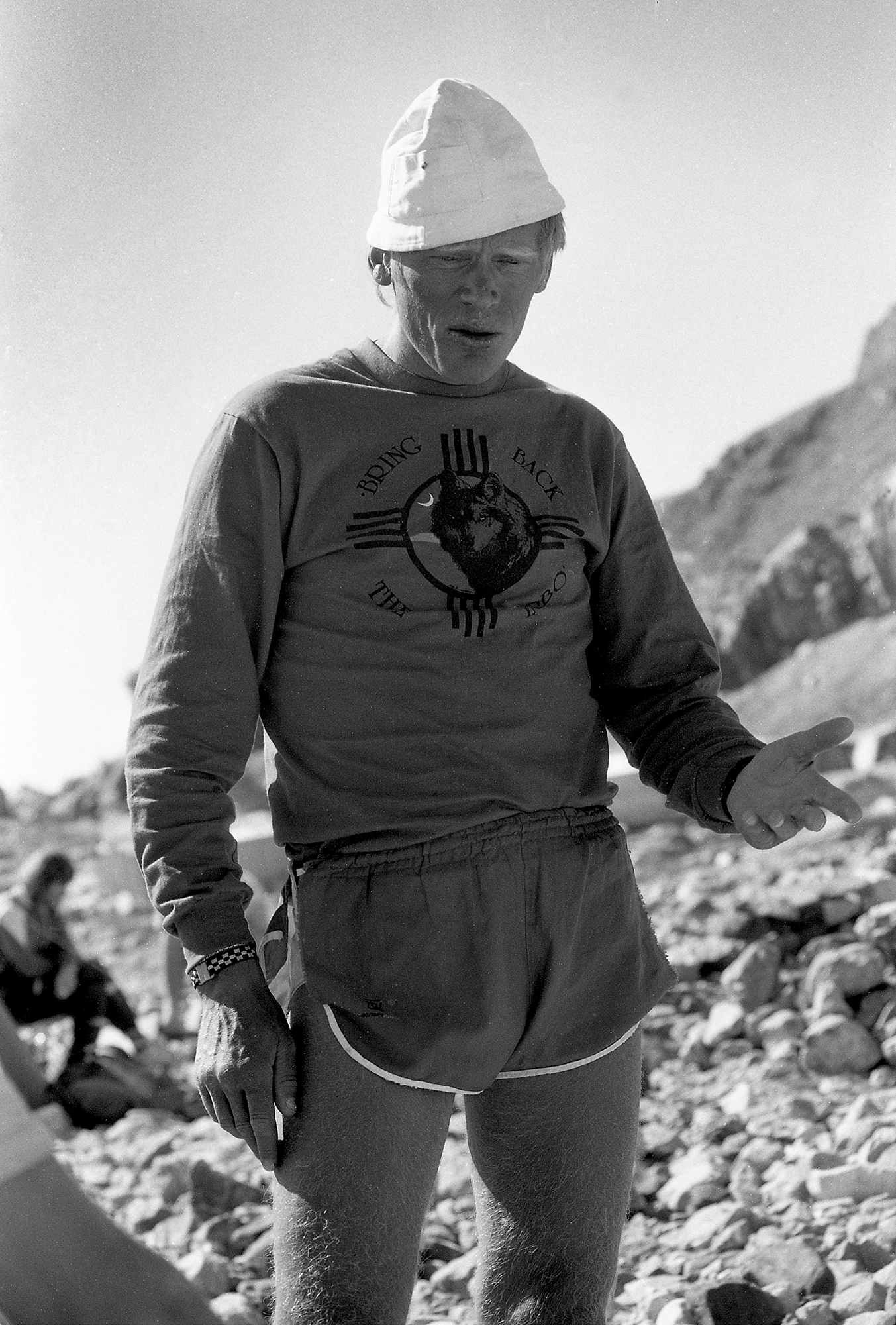
Anatoli Bukrejew (1991)

 Am Pik Lenin verwirklichte er 1987 seinen ersten Versuch im high-speed ascent, wo er für knapp 3000 Höhenmeter vom Basislager zum Gipfel acht Stunden benötigte und deren sechs für den Abstieg. 1989 bestieg er den dritthöchsten Berg der Erde, den Kangchendzönga, der Übersteigungen von vier Gipfeln über 8000 m bereithält. Bukrejew war Mitglied der zweiten sowjetischen Himalaya-Expedition, wobei alle Expeditionsteilnehmer angewiesen worden waren, oberhalb der 8000er-Grenze zusätzlichen Sauerstoff einzusetzen. Den mittleren Gipfel des Kangchendzönga bestieg er im gleichen Monat über eine neue Südroute. Mit Speed-Solos bewältigte er 1990 den Denali über die Kassinroute sowie die Westführe, den Khan Tengri und den Pik Pobeda.
Bukrejew bestieg insgesamt neun der vierzehn Achttausender, meist ohne Flaschensauerstoff (Kangchendzönga 1989 über eine neue Route, Dhaulagiri, Mount Everest, K2, Makalu, Manaslu, Lhotse, Cho Oyu, Gasherbrum II). Zusätzlich konnte er zwei Nebengipfel mit einer Höhe von mehr als 8000 m besteigen, diese waren der Broad-Peak-Vorgipfel und der Shishapangma-Zentralgipfel. Den Mount Everest bestieg er viermal, davon dreimal als Bergführer. Den Lhotse und den Dhaulagiri konnte er zweimal besteigen.
Auch etliche 8000er ging Bukrejew bis zu seinem Tod in der Annapurna im single high-speed ascent-Stil (Hochgeschwindigkeits-Solobesteigung ohne zusätzlichen Sauerstoff) an.

### Mount-Everest-Expedition 1996
Bukrejew war einer der Bergführer der Mount-Everest-Expedition im Mai 1996, bei der acht Bergsteiger durch einen plötzlichen Wetterumschwung ums Leben kamen. Er war zweiter Bergführer und Team-Mitglied in der Mannschaft des Expeditionsleiters Scott Fischer und war im Oktober 1995 in Kathmandu aufgrund seines Rufes als leistungsstarker Höhen-Bergsteiger für einen Betrag von 25.000 US-Dollar als zweiter Führer angeheuert worden.
Bukrejews Rolle bei der Expedition wurde von Jon Krakauer in dessen Buch „In eisige Höhen“ zwiespältig dargestellt, was einen Streit zwischen Krakauer und Bukrejew auslöste. Einer weiten Öffentlichkeit wurde zunächst nur Krakauers Sicht bekannt:
- In seinem Buch sprach Krakauer Bukrejew einerseits ab, im Team arbeiten zu können und warf ihm Alleingänge sowie mangelnde Hilfsbereitschaft vor, was den Expeditionsleiter und andere Mitarbeiter zu kräfteraubenden Mehreinsätzen „gezwungen“ hätte. Er machte ihn indirekt für den Tod seiner Kollegen beim Abstieg mitverantwortlich. Andererseits stellte Krakauer die selbstlosen Lebensrettungseinsätze von Bukrejew später im Verlauf der Katastrophe auf dem Südsattel des Mount Everest sehr positiv heraus. Bukrejew selbst habe demnach lediglich den Akklimatisierungs-Plan, den er zusammen mit Scott Fisher ausgearbeitet hatte, umgesetzt. Bukrejew führte mehrere vollkommen erschöpfte Expeditionsmitglieder, die sich im Schneesturm und in der Nacht verirrt hatten und im Freien bei Sturm und Temperaturen um minus 40 Grad Celsius biwakieren mussten, trotz der vorausgegangenen Anstrengung seiner Gipfelbesteigung zurück ins Lager 4 und rettete so mindestens drei Menschen das Leben, die sonst orientierungslos sowie ohne Schutz, Nahrung, Wasser und Flaschensauerstoff erfroren wären. Von den sechs Menschen, die sich beim Abstieg auf dem Südsattel verirrt und das Lager 4 verfehlt hatten, wurden fünf gerettet, hauptsächlich durch Bukrejews Einsatz.

- Bukrejews Leistungsfähigkeit sei auch daran ersichtlich, dass er trotz der Anstrengungen der Everest-Besteigung ohne zusätzlichen Sauerstoff – was Krakauer ihm ebenfalls vorwarf, weil dies die Leistungsfähigkeit mindere – und trotz seiner Rettungseinsätze während der Katastrophe einige Tage später im Alleingang den benachbarten Lhotse (8.516 m) erstieg. Allerdings seien seine sozialen Fähigkeiten im Team als bezahlter Führer für weitaus schwächere, teuer zahlende Expeditionskunden weniger ausgeprägt gewesen. Aus Krakauers Buch ist der Generalvorwurf herauszulesen, Bukrejew sei egoistisch auf seinen Ruhm als kräftiger Höhenbergsteiger erpicht und nicht ernsthaft an teamdienlicher Arbeit interessiert gewesen; er habe sich im Anstieg zu weiten Teilen aus der Verantwortung zur Betreuung der zahlenden Kunden gestohlen, sei zwar als zweiter Bergführer hoch bezahlt worden, aber habe trotz Befähigung nicht den adäquaten Gegenwert für das Team geboten.

Wegen der Darstellungen Krakauers schrieb Bukrejew zusammen mit dem Journalisten Weston DeWalt ein eigenes Buch Der Gipfel über seine Sicht der Katastrophengeschehnisse. Bukrejew und Krakauer trafen sich in der Folge und legten den persönlichen Streit zu weiten Teilen bei.

### Tod an der Annapurna

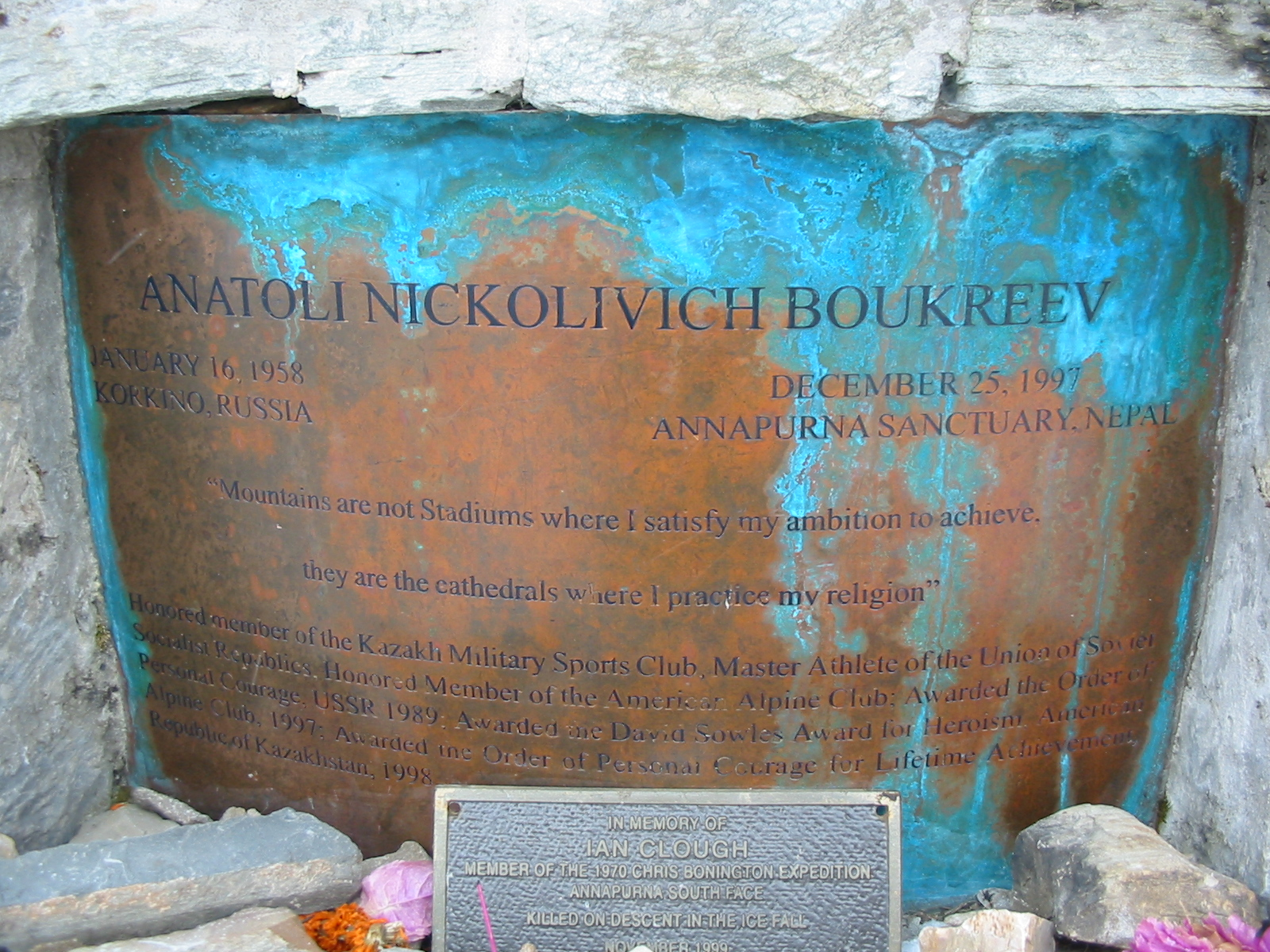
Gedenktafel an der Annapurna

Kurz nach der Veröffentlichung des Buches von DeWalt kam Anatoli Bukrejew am 25. Dezember 1997 bei einem Winterversuch an der Südwand der Annapurna durch ein Lawinenunglück ums Leben. Zusammen mit Simone Moro und seinem Kameramann Dimitri Sobolew hatte er gerade wegen der Lawinengefahr in der Südwand angedacht, eine neue Route zum Gipfel über die undurchstiegene Ostwand zu finden. Da aber eineinhalb Monate keine Lawinen abgingen, wurde der ursprüngliche Plan wieder aufgenommen. Die erste und einzige Lawine auf 6300 m verschüttete und tötete Bukrejew und den Kameramann, während Moro überlebte. Bukrejews Leiche war nicht zu finden. In der Nähe des Annapurna-Basislagers (4120 m), mit Blick auf den Annapurna-Hauptgipfel, errichtete man zur Erinnerung an Bukrejew einen kleinen Stupa, der heute mit zahllosen buddhistischen Gebetsfähnchen geschmückt ist.

## Rekorde und Auszeichnung
- David A. Sowles Memorial Award (unregelmäßig vergebene, höchste Auszeichnung des American Alpine Club), gemeinsam mit Peter Athans und Todd Burleson, für seinen Einsatz bei der Rettungsaktion am Everest im Mai 1996.
- Lhotse-Besteigung in Rekordzeit im Jahr 1997: 21 Stunden und 16 Minuten vom Basislager zum Gipfel.
- Dhaulagiri-Besteigung in Rekordzeit im Jahr 1995: 17 Stunden und 15 Minuten vom Basislager zum Gipfel.
- Pik Pobeda (erste Winterbesteigung, erste Solo-Speed-Besteigung), Khan Tengri (erste Solo-Speed-Besteigung), Mt. Elbrus (Rekordbesteigung in 1 Stunde und 40 Minuten); alle 1990
- Erster Platz beim Mount Elbrus Speed Ascent, 5642 Meter, „Master of Sport with Honors and Order of Personal Courage“, ausgezeichnet durch den damaligen Präsidenten der UdSSR Michail Gorbatschow.

## Werke
- Der Gipfel. Tragödie am Mount Everest. Taschenbuch, 300 Seiten, 1998, Heyne München, ISBN 3-453-15052-X.
- Über den Wolken. Aus den Tagebüchern eines Extrem-Bergsteigers. Broschiert, 288 Seiten, 2003, Heyne München, ISBN 3-453-86126-4.